# Elias Antônio Pacheco e Chaves
Elias Antônio Pacheco e Chaves (Itu, 28 de maio de 1842 - São Paulo, 14 de abril de 1903), conhecido como Elias Chaves, foi empresário, fazendeiro de café e político, chegando a assumir cargos como deputado geral e vice-presidente da Província de São Paulo.

## Biografia

### Vida pessoal
Formado em direito pela Faculdade do Largo São Francisco da Universidade de São Paulo, Elias é filho de Miguel Francisco Bueno Chaves e Antônia Fausta  Rodrigues Pacheco Chaves. Ele se casou com Adélia da Silva Prado, filha de Martinho e Veridiana da Silva Prado. Com ela, tiveram 11 filhos: Anezia Pacheco Chaves, Eponina Prado Chaves, Fernando Pacheco Chaves, Maria Fonseca Chaves, Lucilia Pacheco Chaves, Jorge Pacheco e Chaves, Elias Chaves, Eduardo Pacheco e Chaves, Raul Pacheco Chaves, Elias Antonio Pacheco Chaves e Antonio Caio Pacheco Chaves.
Foi importante cafeicutor na época da Primeira República ou República Velha, tendo destaque na defesa de políticas conservadoras, ocupando o cargo de chefe de polícia de São Paulo no ano de 1876. Além disso, no ano seguinte, em 1877, foi eleito deputado geral.
Além de sua vida política, Elias esteve diretamente envolvido na política de café que guiava o país naquela época. Ao lado de seu cunhado, Antônio da Silva Prado, foi sócio da Companhia Prado e Chaves, importante exportadora de café brasileiro, e também investiu no setor imobiliário.
Um dos maiores feitos de Elias Chaves para a cidade de São Paulo foi a construção de um palacete que, incialmente levou seu nome, mas que hoje em dia é conhecido como o Palácio dos Campos Elíseos, localizado na Avenida Rio Branco no centro da cidade. Viajando com frequência para a Europa, acredita-se que sua principal inspiração para seu palacete foi o castelo renascentista Écouen, localizado perto da cidade de Paris, construído em 1535. 
Sua carreira política não bastou em ser somente chefe de polícia e deputado. Elias Chaves foi ainda o segundo vice-presidente da província de São Paulo por duas vezes, entre os anos de 1885 e 1886, nomeado por carta imperial.  O primeiro mandato aconteceu de 2 de setembro a 19 de outubro de 1885 e o segundo de 16 de julho a 26 de julho de 1886.
Elias Antônio Pacheco Chaves é pai do aviador brasileiro Eduardo Pacheco e Chaves, que foi um dos pioneiros na profissão brasileira a se aventurar em voos de ligação entre as cidades de São Paulo e Rio de Janeiro; São Paulo e Santos; e Rio de Janeiro e Buenos Aires.

## Palácio dos Campos Elíseos

### O que ele significou
Sem dúvidas, o Palacete Elias Chaves - que depois se tornou o Palácio dos Campos Elíseos, conhecido até hoje - é o um dos exemplares mais representativos de grandiosa obra, novas técnicas e todo o status que a economia cafeeira imperou no Brasil durante seu período de ápice. Equivalente aos prédios mais luxuosos da Europa, o palácio é um marco da transformação da arquitetura da cidade de São Paulo, que passou a ter como inspiração direta os modelos do velho continente.
Além disso, a construção do palácio onde ela se deu representa um movimento que a elite paulista fez durante a esta época, evidenciando mudanças na estrutura social da cidade de São Paulo. Construído em 1890, um pouco depois da inauguração dos serviços de água da Companhia da Cantareira, que passaram a abastecer os novos bairros da cidade, esse projeto evidenciou o movimento populacional pelo qual a elite paulista passou de sair dos bairros centrais e ir em direção a novos espaços da cidade, que se transformaram e tornaram-se costume entre todos.

### Residência Elias Pacheco Chaves
Logo depois de seu casamento com Adélia da Silva Prado, Elias Chaves construiu um sobrado na Rua São Bento, que recebeu o nome de Residência Elias Pacheco Chaves, onde ele e sua família moraram até o palacete dos Campos Elíseos ficar pronto.
Importante residência projetada por arquiteto italiano para Elias, ela tem grande valor documental porque mostra como morava na segunda metade do século XIX a classe dominante. 
Este sobrado, construído em alvenaria de tijolos, têm três andares: o primeiro, com lugar para os escravos; o segundo, com dependências sociais; e o terceiro com dependências íntimas.
A residência possui diversos detalhes acabados com esmalte (verniz), verdadeiras lacas orientais nas portas, pintura à óleo nos foros de estuque, vidros lapidados com jatos de areia nas janelas e armários embutidos, promovidos de vitrais antigos.
Depois que Elias e sua família se mudaram para o palácio que leva o mesmo nome do cafeicultor, a sua antiga residência passou a ser sede da Companhia Prado & Chaves. Atualmente, ela está alugada para diversos inquilinos, com mudanças e transformações significantes em sua obra original. A residência aguarda processo de Restauração - já em aberto no CONDEPHAAT.
A fachada da Residência Elias Pacheco Chaves, que foi restaurada em 1885 pelo arquiteto Cláudio Rossi e ganhou estilo neoclássico, era bem padrão das residências francesas, sem recuos frontais nem laterais.

### Construção
O Palácio Campos Elíseos foi construído no ano de 1890. Tudo indica que o ponto de partida de Elias Chaves para a vontade e criação de um projeto como esse do palácio foram suas viagens para a Europa. Acredita-se, especialmente, que sua grande fonte de inspiração tenha sido o palácio de Ecóuen, datado de 1535, nas proximidades da Cidade da Luz.
Para a construção do palácio, Elias contratou o arquiteto alemão Matheus Haussler, que já trabalhava no Brasil desde 1892 e já tinha projetado outras obras da elite na cidade, baseando-se no ecletismo europeu. Haussler trouxe consigo diversos elementos de decoração e acabamento, para dar um toque ainda mais europeu no palácio de Elias.
Os espelhos eram de cristal de Veneza, os lustres de cristal de Bacarat, as maçanetas das portas e janelas de porcelana de Sèvres e os elementos de terracota eram provenientes da Itália. Dos Estados Unidos, vieram as ferragens das portas, em bronze. Um pedaço da decoração interna foi feita de carvalho francês e o telhado com pinho de Riga e telhas de ardósia importada.
A nova residência da família representava o que as construções na Europa tinham de mais novo. O Palácio Campos Elíseos possui quatro andares: subsolo, térreo, primeiro andar e sótão. Em 1967, algumas vigas ficaram suspensas por conta de um incêndio de grandes proporções. Quem foi o mestre de obras para colocar o palácio de pé foi o mestre João Grundt, que nasceu em Hamburgo, na Alemanha, mas que veio ao Brasil para acompanhar uma obra de grande porte como o Viaduto do Chá.
As obras de construções se iniciaram em 1892 e só tiveram um ponto final em 1899. Durante esta pausa, o chefe de obras foi trocado e quem tomou a frente, substituindo Grundt, foi o engenheiro Hermann von Puttkamer, que foi um dos que cabeciaram o projeto de loteamento do bairro recém descoberto pela elite paulista Campos Elíseos. Puttkamer não estava sozinho. Para te ajudar na decoração, ele contou com Claudio Rossi, que revitalizou a fachada da antiga residência de Elias, em 1885.

## Novos costumes a partir da influência europeia
Com toda essa influência europeia na construção do novo lar da família Pacheco Chaves, o dia a dia da elite paulista mudou. No geral, a sociedade paulistana passou a imitar o cotidiano da vida no velho continente. As salas de visita e os salões sociais, bem ao estilo francês com sofás, espaço e muito luxo, fez deste cômodos um ponto de encontro entre familiares, amigos, artistas, figuras políticas e sociais.
Além disso, a vida badalada de teatros e cinemas do bairro dos Campos Elíseos levaram uma nova perspectiva para as mulheres das elites paulistas. Agora, elas não precisavam da companhia do marido ou do filho para viver essas coisas do dia a dia.

A título de exemplo, aqui vai um trecho de uma carta que Adélia da Silva Prado, esposa de Elias Chaves, enviou a um de seus filhos, Fernando Pacheco Chaves, contando como foi ir ao cinema pela primeira vez.
"[...] Hoje vamos a uma soirée em casa do Alfredo Guedes, as meninas tem tomado fartão? de dançar. Hontem fui ao theatro pela primeira vez, davam a mágica a "Pêra de Satanaz" não gostei nada, achei tudo muito feio e aborrecido, não pretendo lá voltar, a casa estava completamente cheia [...]"

## Morte
Em 1903, Elias Antônio Pacheco e Chaves morreu. Alguns anos depois, em 1911, a família Pacheco e Chaves, que se encontrava com dificuldades financeiras, transferiu a propriedade para o Governo do Estado de São Paulo. Assim que recebeu o imóvel, o governo fez algumas alterações internas e transferiu a residência do governo do Estado para lá. Foi aí que o palacete ganhou o título de Palácio Campos Elíseos. Em 1932, além de residência, o Palácio tornou-se a sede oficial do Governo de São Paulo. 
Com a transferência do governo para aquele bairro, era inevitável que outros órgãos públicos fossem atraídos para também atuarem por ali, devido a proximidade com o governo atual e sua sede. Dessa forma, na década de 1940, o palácio passou por uma decadência considerável, ao ser submetido por diversas reformas que comprometeram suas características originais, dessa forma, a partir de 19 de abril de 1964 o Palácio dos Bandeirantes passou a ser a sede do governo paulista.

## Familiares
Elias Antônio Pacheco e Chaves foi casado com Adélia da Silva Prado, filha de Martinho e Veridiana da Silva Prado. O casal teve 11 filhos: 
- Anezia Pacheco Chaves;
- Eponina Prado Chaves;
- Fernando Pacheco Chaves;
- Maria Fonseca Chaves;
- Lucilia Pacheco Chaves;
- Jorge Pacheco e Chaves;
- Elias Chaves;
- Eduardo Pacheco e Chaves;
- Raul Pacheco Chaves;
- Elias Antonio Pacheco Chaves;
- Antonio Caio Pacheco Chaves.